# Dana Grigorcea

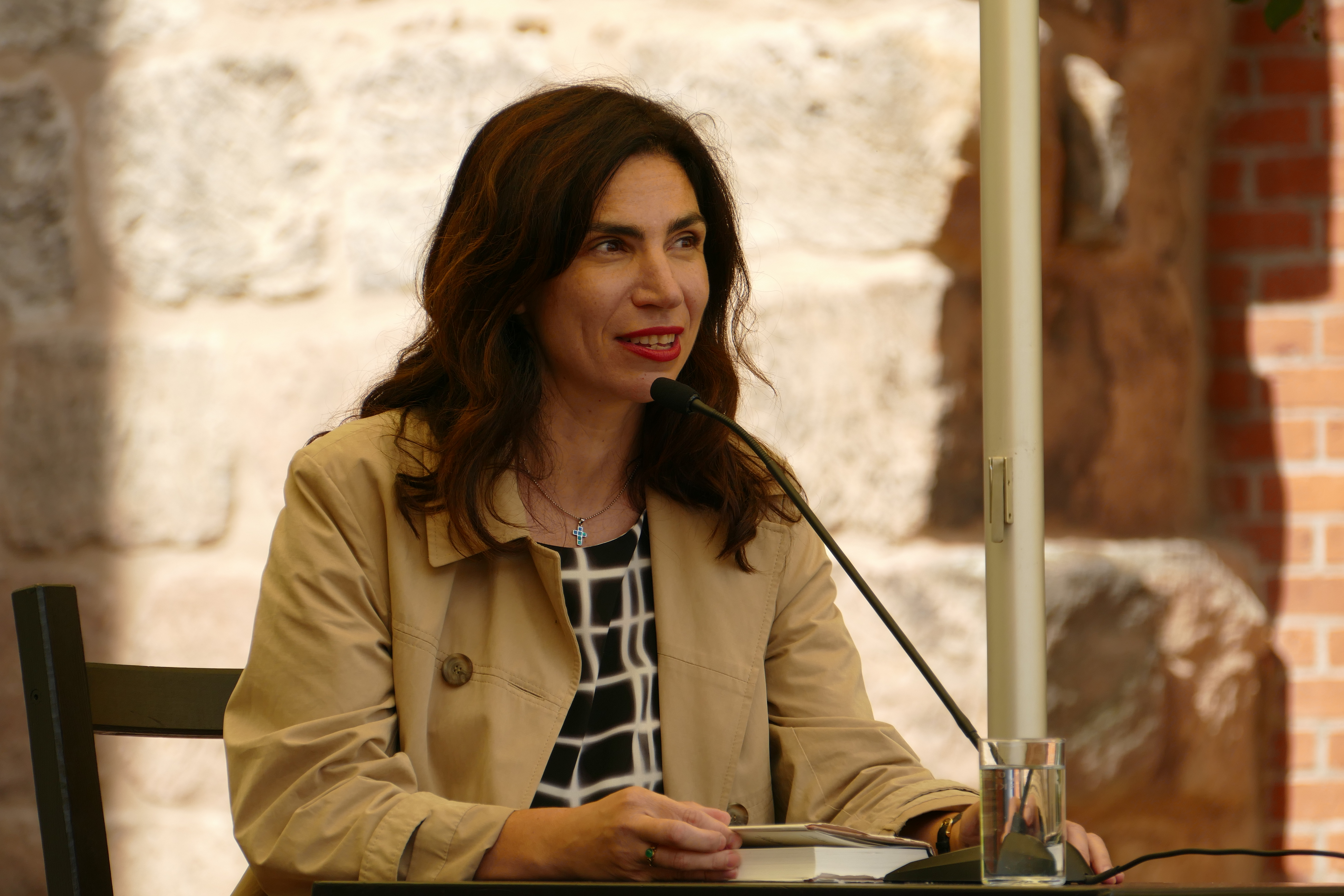
Dana Grigorcea bei einer Lesung auf dem Erlanger Poetenfest 2021

Dana Grigorcea (* 11. November 1979 in Bukarest, Rumänien; eigentlich Caudia Dana von Grigorcea) ist eine schweizerisch-rumänische Schriftstellerin, Germanistin und Nederlandistin.

## Jugend und Studien
Dana Grigorcea studierte von 1998 bis 2002 an der Universität Bukarest Germanistik und Nederlandistik (M.A. in Deutscher und Niederländischer Philologie). Anschließend absolvierte sie ein Postgraduate-Auslandssemester an der Universität Gent und studierte später Theater- und Filmregie an der Erasmus-Hochschule Brüssel. Außerdem absolvierte sie 2004 an der Donau-Universität Krems den Masterstudiengang in Qualitätsjournalismus.
Danach arbeitete sie bei der österreichischen Tageszeitung Kurier in Wien, bei der Deutschen Welle (DW-Radio) in Bonn und beim Fernsehsender Arte in Strassburg. Grigorcea ist Produzentin von Fernsehbeiträgen und Radiosendungen und hat als Deutschland-Korrespondentin für das rumänische Fernsehen und Radio gearbeitet. Von 2009 bis 2011 verantwortete sie den Bereich TV/Film in den Medieningenieurwissenschaften an der HTW Chur. Von 2011 bis 2013 war sie Dozentin für Film an der Zürcher Hochschule der Künste ZHdK.

## Literarische Werke und Rezeption
Dana Grigorcea veröffentlichte 2002 in der Zeitschrift des rumänischen Schriftstellerverbands Reiseerzählungen aus dem Heiligen Land, wo sie ein paar Monate in einem rumänischen Frauenkloster verbracht hatte. Sie galt mit dieser Veröffentlichung als beachtliches Talent. Nicolae Manolescu, Präsident der rumänischen Schriftstellerunion und Chefredakteur von România Literară, stellte fest, Grigorcea sei mit 23 Jahren schon «ein funkelnder Stern am Firmament der rumänischen Literatur».
2003 begann Dana Grigorcea, ausschließlich auf Deutsch zu schreiben. Ihr erster Roman, der Schelmenroman Baba Rada, der im Donaudelta spielt, erschien 2011. «Achtung. Das ist Literatur!» sagte Felix Schneider im SRF. «Wie Dana Grigorcea Feste beschreibt, hat eine beklemmend-betörende Fülle», schrieb Carlo Bernasconi im Schweizer Buchhandel. Der Roman strotze vor «sinnlich aufgeladener Fabulierlust» schrieb Roman Bucheli in der Neuen Zürcher Zeitung, die Hauptfigur sei «eine Mutter Courage, die überdies die magische Kraft des Erzählens verkörpert». Die Basler Zeitung lobte die «überwältigend bildhafte Sprache», der Literaturkritiker Beat Mazenauer «die eigenwillige Handschrift». Für Baba Rada erhielt Grigorcea die Schweizer Literaturperle.

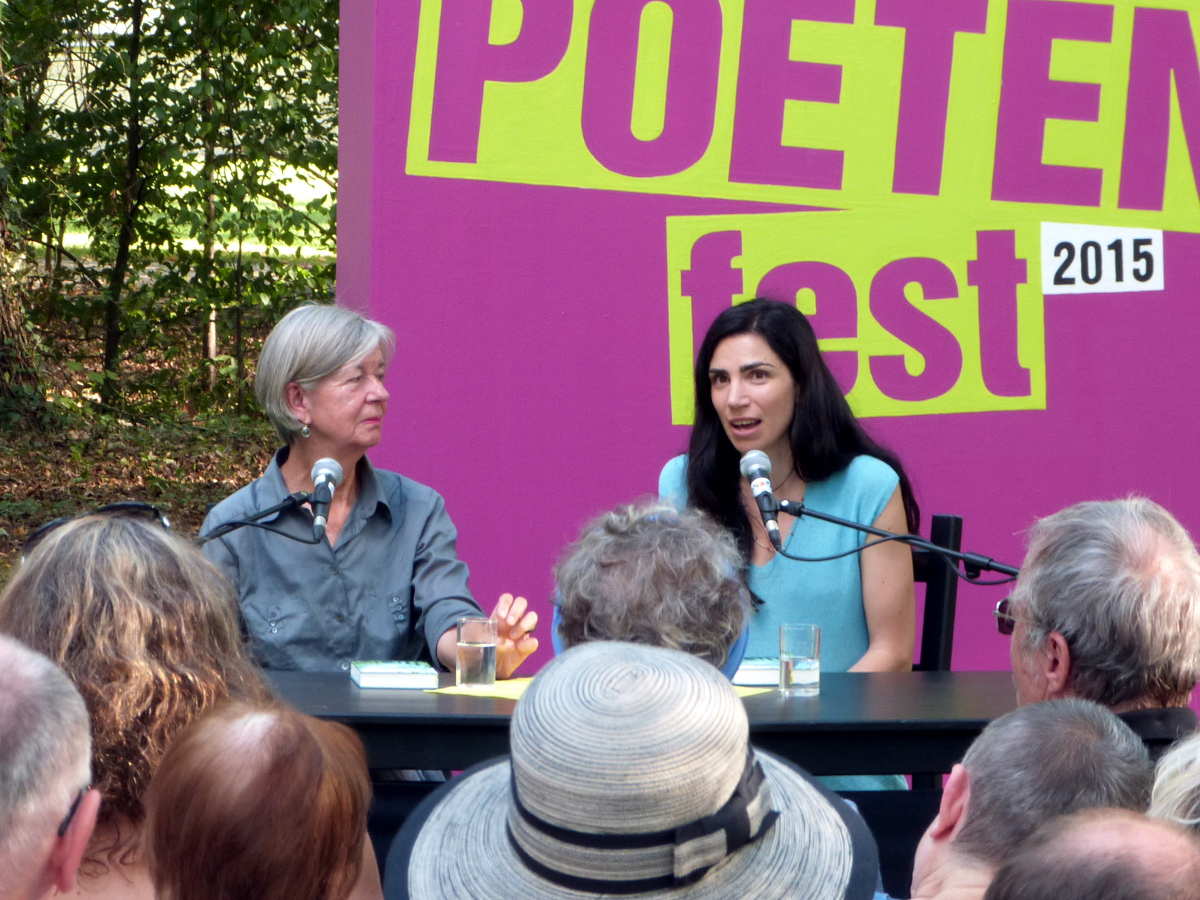
Dana Grigorcea (r.) mit der Literaturkritikerin Verena Auffermann beim Erlanger Poetenfest 2015

Dana Grigorcea nahm am Ingeborg-Bachmann-Preis 2015 teil und gewann, nachdem sie am Vorabend in den Medien als aussichtsreichste Anwärterin auf den Bachmann-Preis gehandelt worden war, den 3sat-Preis.
Im selben Jahr erschien ihr zweiter Roman, Das primäre Gefühl der Schuldlosigkeit, im Dörlemann Verlag. Der Bukarest-Roman wurde im deutschsprachigen Raum breit und durchgehend positiv rezensiert: «Ein rasanter Roman voll überschäumender Erzählkunst» hieß es etwa im MDR. «Ein existentieller Roman, der nicht zuletzt durch Poesie und feinen Humor besticht», lobte Wiebke Porombka in der Frankfurter Allgemeinen Zeitung. «Das Buch hat eine so schöne Sprache! Wie ein funkelndes, glitzerndes Gebilde. Immer wieder fallen Dana Grigorcea neue Bilder, neue Sätze, unerhörte Wörter ein», lobte Elke Heidenreich im SRF-Literaturclub des Schweizer Fernsehens. «Es ist ein hinreißendes Rumänien-Porträt, das in der Erregung des rumänischen Volkes kulminiert, das sich nach Freiheit und Veränderung sehnt», schreibt Ijoma Mangold in Die Zeit. Das primäre Gefühl der Schuldlosigkeit wurde in mehreren Sprachen übersetzt und kam auf die Shortlist zum Schweizer Buchpreis.
2018 erschien Grigorceas Novelle Die Dame mit dem maghrebinischen Hündchen, eine Zürcher Liebesgeschichte einer Balletttänzerin am Ende ihrer Karriere mit einem kurdischen Gärtner. «Eine auch sprachlich bezaubernde Hommage an Tschechow. Ein Pas de deux von Poetik und Poesie, voller Anmut», schrieb Volker Breidecker in der Süddeutschen Zeitung. «Ein literarisches Virtuosenstück», befand Judith von Sternburg in der Frankfurter Rundschau. «Eine Hommage an die Künste, die Literatur, die Körper … Die klare und anmutige Sprache Grigorceas macht die Lektüre zu einem Genuss», sagte Carola Wiemers im Deutschlandfunk. «Dana Grigorcea findet eine sehr eigene Stimme, eine eigene Poesie – wieder einmal,» verkündete Nicola Steiner im SRF-Literaturclub des Schweizer Fernsehens. In Frankreich gelangte das Buch, verlegt von Albin Michel in Paris unter dem Titel La Dame au petit chien arabe, auf die Shortlist des Grand prix de l’héroïne der Zeitschrift Madame Figaro.
Im März 2021 veröffentlichte Dana Grigorcea den Roman Die nicht sterben, der von der Kritik begeistert aufgenommen wurde. Der Roman schaffte es im Mai 2021 auf Platz 4 der SWR-Bestenliste, wurde für den Deutschen Buchpreis nominiert (Longlist) und mit dem Schweizer Literaturpreis 2022 des Bundesamtes für Kultur ausgezeichnet. „Für ihren Roman über Rumänien schöpft Dana Grigorcea aus einem tiefen Erfahrungs- und Geschichtenfundus. Ihr glückt damit ein großer Wurf“, so Jörg Magenau in Deutschlandfunk Kultur (7. April 2021). „Ein starker Roman, der das Narrativ der politischen orientierten Schauergeschichte auf seine Weise auffrischt und aktualisiert. Ganz abgesehen von seiner sprachlichen Klasse“, äußerte sich Ulrich Noller in WDR 1 (24. März 2021). Jutta Person schreibt in der Literaturbeilage von Die Zeit (18. März 2021): „Schillernde Anspielungen, klug inszeniertes Gelächter (…) Eine Komik, die Grigorcea fabelhaft zum Funkeln bringt.“ „Und im Vorübergehen zaubert sie eine neue literarische Gattung aus dem Hut, wobei es einen lediglich wundert, dass es sie noch nicht längst gibt: den politischen Schauerroman“, so Roman Bucheli in der Neue Zürcher Zeitung (19. März 2021). Die FAZ-Literaturchefin Sandra Kegel in der 3sat-Sendung Buchzeit: „Die nicht sterben ist faszinierend beunruhigend.“ (20. Juni 2021)
„Es ist eine kunstvolle Dracula-Geschichte, ein Künstlerinnen-Roman, eine Farce, und das alles erzählt mit großer Sprachkraft. (…) Farben, Formen, Stimmungen: In Grigorceas Literatur gibt es all das im Überfluss. Und das ist besonders erstaunlich, weil sie aus dem Dunklen und dem Grausigen schöpft“, so Ulrich Rüdenauer in SWR 2 (8. März 2021). „Ein tolles Buch“, sagte Denis Scheck in der ARD-Sendung „druckfrisch“, „für mich war es Liebe auf den ersten Biss.“ (31. Mai 2021). In dieselbe Kerbe schlägt Simone Hamm in WDR 3: „Die nicht sterben ist Groteske und Burleske zugleich. Mitreißende Lektüre.“ (4. Mai 2021)
„Diese Schriftstellerin hat Wichtiges zu erzählen, stochert nicht im Befindlichkeitsnebel der eigenen Identität herum“, schreibt Carsten Otte im Tagesspiegel (21. März 2021). Und Judith von Sternburg bringt es in der Berliner Zeitung (18. März 2021) auf den Punkt: „Literarische wie menschliche Tollkühnheit steckt in den Büchern von Dana Grigorcea.“
Auch der Roman Das Gewicht eines Vogels beim Fliegen wurde gleich am Erscheinungstag, dem 28. Februar 2024, begeistert besprochen. Roman Bucheli schreibt in der Neue Zürcher Zeitung (28. Februar 2024): „Dana Grigorcea muss all das in ihrem elegant und beschwingt geschriebenen Roman nicht ausformulieren. An seiner Oberfläche verhandelt er unaufdringlich die Frage, was Kunst sei.“ Carsten Otte sagt in SWR 2 (28. Februar 2024): „‚Das Gewicht eines Vogels beim Fliegen‘ lässt sich auch als Essay lesen, der undogmatisch über weibliche und männliche Kunstideale nachdenkt, der aktuelle Diskurse im Kulturbetrieb auf sehr amüsante Weise aufgreift und sie mit den Mitteln der Literatur unterläuft.“

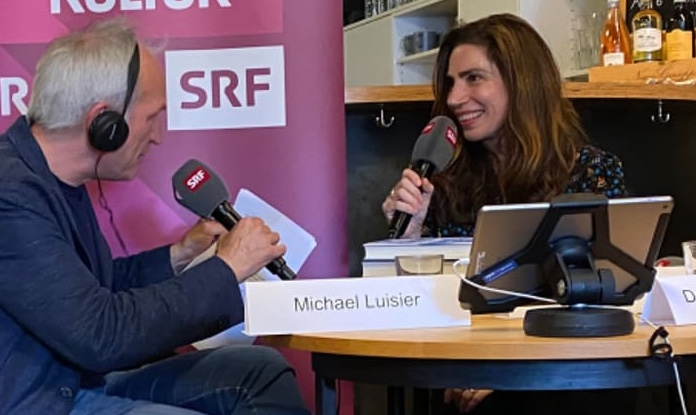
Dana Grigorcea (r.) bei den Solothurner Literaturtagen 2024 im SRF-Gespräch.

Katharina Granzin fügt in der tageszeitung (4. Mai 2024) hinzu: "Als wäre alles nur ein Spiel, zeigt Dana Grigorcea ganz leichthin nebenbei, wie Details aus dem realen Leben hinüberwandern in das fiktive, in diesem Falle also in die Kunst, und dort zu etwas anderem werden." Tina Hartmann stimmt in der Frankfurter Allgemeinen Zeitung (12. März 2024) mit ein: "Dana Grigorcea hat der Kunst, ein zentnerschweres Stück Bronze zum Schweben zu bringen, einen federleichten Roman gewidmet." Auch Simone Hamm stützt in WDR 3 (10. Juni 2024) auf die Leichtigkeit von Grigorceas Erzählen in der Schwere des Themas ab: "Dana Grigorcea hat einen feinen, ironisierenden Roman geschrieben über Vorstellung und Realität des Künstlerdaseins. Ganz leicht, so leicht wie das Gewicht eines Vogels beim Fliegen." Und Judith von Sternburg schreibt in der Frankfurter Rundschau (11. April 2024) über den "schillernden, feingesponnenen Roman": "Traumwandlerisch werden auch wir in das Buch verstrickt – dessen hyperrealistische Momente man sich merken wird, wie selbst erlebt, typisch Grigorcea."
Denis Scheck hält in seiner SWR-Fernsehsendung lesenswert (7. April 2024) denn auch fest: "Ein erkenntnisstiftendes Buch über die Kunst und das Leben und die Wechselwirkung zwischen den beiden." Auch mit diesem Roman begab sich Grigorcea auf mehrere monatelange Lesereisen durch den deutschsprachigen Raum. Das Literaturhaus München (6. März 2024) befand: "Die rumänisch-schweizerische Schriftstellerin Dana Grigorcea gehört zu den aufregendsten Stimmen der zeitgenössischen deutschsprachigen Literatur."
Mit den übersetzten Ausgaben ihrer Bücher nahm Dana Grigorcea Einladungen in zahlreiche Länder an, wo sie Lesereisen im Buchhandel sowie Seminarien und Vorträge an Universitäten und Schulen gab, so in Deutschland, Österreich und Liechtenstein sowie in Großbritannien, Indien, Italien, Frankreich, Griechenland, Monaco, den Niederlanden, Polen, Rumänien, der Ukraine, Schweden, Serbien, Slowakei, Slowenien, Russland und den USA.
Grigorcea schreibt Kolumnen für Die Zeit, Die Presse (Wien) und die Deutsche Welle. Gemeinsam mit ihrem Mann, dem Schriftsteller Perikles Monioudis, betreibt sie seit Mai 2016 das Literatur-E-Magazin Telegramme, seit Januar 2019 auch den Telegramme Verlag für Literatur und Sachbuch. Dana Grigorcea lebt mit ihrem Mann und ihren beiden gemeinsamen Kindern in Zürich.

## Werthaltung
Von 2015 bis 2019 organisierte Dana Grigorcea in Zürich monatliche Benefiz-Lesungen, bei denen Schriftsteller unentgeltlich aus ihren neuesten Büchern lasen. Der Erlös der Abende wurde vollumfänglich Flüchtlingshilfsprojekten in Griechenland gespendet. «In dieser prekären Zeit wollen wir ein Zeichen setzen, ein Zeichen, dass am Anfang der Kunst der Mensch steht und die Menschlichkeit», stand auf der Facebook-Seite der Benefiz-Lesungen.

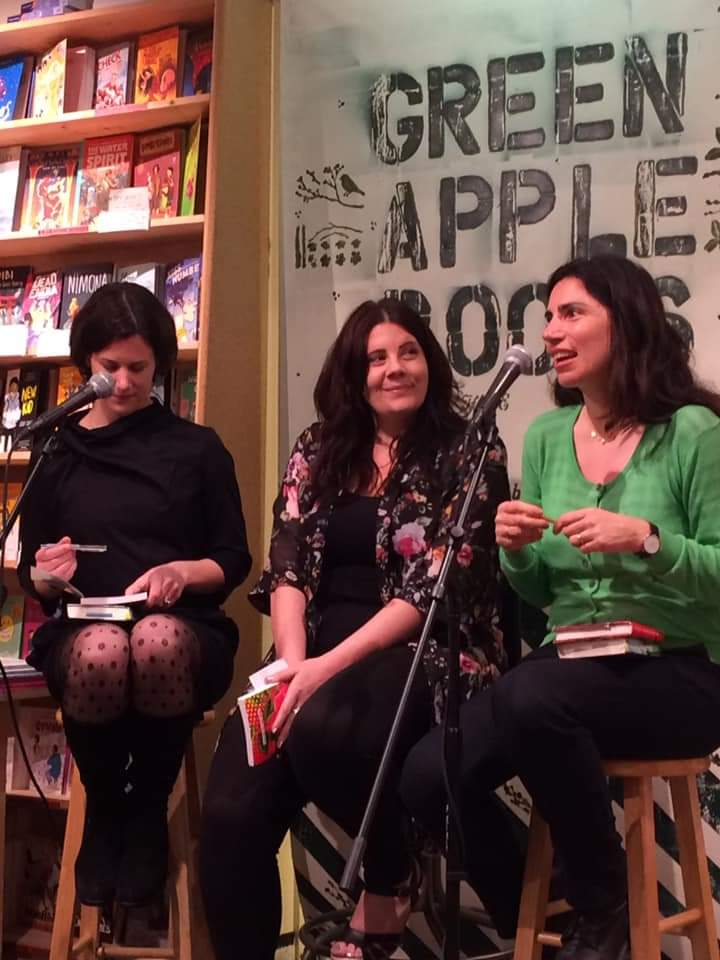
Dana Grigorcea (r.) mit ihrer US-Übersetzerin Alta Price (l.) in San Francisco, CA, USA (März 2019)

Grigorcea engagiert sich in der rumänischen Bewegung «Rezist» gegen die Korruption in Rumänien und für die Unterstützung der Zivilgesellschaft. Auf große Aufmerksamkeit stieß auch die diesbezügliche Aktion auf der Leipziger Buchmesse 2018.
In ihren Auftritten äußert sie sich überdies für ein starkes demokratisches Europa. In der Schweiz ist sie als Unterstützerin mehrerer Bürgerinitiativen hervorgetreten, etwa gegen die Abschaffung der öffentlichen Radio- und Fernsehgebühren, für Toleranz und gegen die Privatisierung des öffentlichen Raums.
Sie ist Mitgründerin und war vom 15. Dezember 2023 bis Juni 2025 auch Board Member des PEN Berlin. Sie ist Vorstandsmitglied der Thomas Mann Gesellschaft Zürich.
Der rumänische Staatspräsident Klaus Iohannis verlieh Dana Grigorcea als Zeichen der Anerkennung für ihr Engagement und ihr literarisches Werk am 31. Januar 2023 den Kultur-Verdienst-Orden im Rang eines Ritters.

## Publikationen

### Einzelwerk

#### Romane, Novellen
- Das Gewicht eines Vogels beim Fliegen. Roman. Penguin Random House, München 2024, ISBN 978-3-328-60154-8.
  - Übersetzungen: frz. (Les Argonautes.)
- Die nicht sterben. Roman. Penguin Verlag, Penguin Random House, München 2021, ISBN 978-3-328-60153-1.
  - Übersetzungen: Französisch (Les Argonautes), Englisch (Sandstone; ebenfalls Hörbuch), Georgisch (Agora), Rumänisch (Lebada neagra) Griechisch (Kichli), Polnisch (MOVA).
- Die Dame mit dem maghrebinischen Hündchen. Novelle. Dörlemann Verlag, Zürich 2018, ISBN 978-3-03820-055-0.
  - Übersetzungen: Albanisch (Botimet Menschen), Slowakisch (Inaque), Französisch (Éditions Albin Michel).
- Das primäre Gefühl der Schuldlosigkeit. Roman. Dörlemann Verlag, Zürich 2015, ISBN 978-3-03820-021-5.
  - Übersetzungen: Englisch (Seagull Books), Rumänisch (Humanitas), Italienisch (Nuova Editrice Berti), Bulgarisch (Black Flamingo), Niederländisch (Atlas).
- Baba Rada. Das Leben ist vergänglich wie die Kopfhaare. Roman. KaMeRu Verlag, Zürich 2011.

#### Essayistik
- Über Empathie. Macht uns die Kunst zu besseren Menschen? Telegramme Verlag, Zürich 2019, ISBN 978-3-907198-79-7.
- Frau Mani auf dem Nachhauseweg. Kolumnen fürs Zürcher Opernhaus-Magazin. Literatur Quickie, Hamburg 2018, ISBN 978-3-945453-44-5.

#### Für Kinder
- Marius fliegt nach Afrika. Bilderbuch. Baeschlin, Glarus 2021, ISBN 978-3-03893-031-0.
- Die Namen der Blumen. Bilderbuch. Baeschlin, Glarus 2019, ISBN 978-3-03893-011-2.
- Einmal Haare schneiden, bitte. Bilderbuch. Baeschlin, Glarus 2018, ISBN 978-3-03893-007-5.
- Der Nase nach. Duftbilderbuch. Baeschlin, Glarus 2018, ISBN 978-3-03893-000-6.
- Mond aus! Bilderbuch. Baeschlin, Glarus 2016, ISBN 978-3-85546-300-8.

### Textbeiträge

#### Kolumnen
- Grigorceas Kolumnen in der Zeit
- Grigorceas Kolumnen in der Deutschen Welle
- Grigorceas Kolumnen im Magazin des Opernhauses Zürich

#### Essays und Reden (Auswahl)
- Dinge der Dauer.  Festrede im Audimax der ETH Zürich anlässlich des Umzugs des Thomas-Mann-Archivs ins ETH-Hauptgebäude. In: Aargauer Zeitung, CH-Media, vom 11. März 2023.
- Das Ich und das falsche Wir. Rede zum Auftakt des Literaturfests Luzern. In: Luzerner Zeitung, CH-Media, vom 12. März 2022.
- Dem Pfeil hinterher. In: Das Grundgesetz. Ein literarischer Kommentar. Hrsg. v. Georg M. Oswald. C.H. Beck, München 2022, ISBN 978-3-406-79032-4, S. 210 ff.
- Liebe, Kunst und grosse Not. Corona, Wohnungssuche und die Kunst. In: NZZ am Sonntag vom 18. April 2020.
- Mein liebstes Kinderbuch. Zu Otfried Preußlers «Die kleine Hexe». In: Neue Zürcher Zeitung vom 6. Februar 2019.
- «Lass uns hier bleiben». Festliche Ansprache an die Einwohnerinnen und Einwohner der Stadt Zürich, die 2015 das Schweizer Bürgerrecht erworben haben. In: Aargauer Zeitung vom 5. März 2016.
- Der Peugeot. Über Väter. In: NZZ Folio, September 2016, sowie in Väter, Ausgewählt von Martha Schoknecht und Shelagh Armit, Diogenes Verlag, Zürich 2022, ISBN 978-3-257-24515-8.
- Mein Zürcher Spaziergang. In: Frankfurter Allgemeine Zeitung vom 27. Oktober 2016.
- Araber in Rumänien – eine Liebesgeschichte. In: Neue Zürcher Zeitung vom 8. Dezember 2016.
- «Gott hat mir in allem geholfen». Ein Friseur in Palästina. In: NZZ Folio, Juli 2012.
- Was die Sterne bewirken. In: Die WochenZeitung WOZ vom 4. Januar 2007.

#### Literarische Beiträge (Auswahl)
- Tagebuch aus der Wachau. In: Walter Grond (Hrsg.): Draussen in der Wachau. Haymon Verlag, Innsbruck 2012, ISBN 978-3-85218-738-9, S. 52 ff.
- Aus dem Leben der rumänischen Dichterin Mara B. Erzählung. In: Akzente. Zeitschrift für Literatur. Nr. 3/2016. Thema «Europa». Hrsg. von Robert Menasse und Jo Lendle. Carl Hanser Verlag, München 2016, ISBN 978-3-446-25179-3, S. 11 ff.
  - Integraler Nachdruck in: Die Welt vom 10. März 2018.
- Vita. Erzählung. In: Akzente. Zeitschrift für Literatur. Nr. 4/2017. Thema «Legenden». Hrsg. von Felicitas Hoppe und Jo Lendle. Carl Hanser Verlag, München 2017, ISBN 978-3-446-25565-4, S. 46 ff.
- Marieta. Erzählung. In: Poet, Literaturmagazin, Nr. 22. Poetenladen, Leipzig 2017, ISBN 978-3-940691-83-5, S. 15 ff.
  - Marieta. Erzählung. Ins Französische übertragen von Dominique Autrand. In: LITTERall. Nr. 26, Paris 2020, ISSN 1167-4032, S. 57 ff.
- Mein Freund Cristi. Erzählung. In: Viceversa Literatur. 11. Rotpunktverlag, Zürich 2017, ISBN 978-3-85869-738-7, S. 95 ff.
- Die Frau des Zwergs. Erzählung. In: Cinema. Nr. 62. Schüren Verlag, Marburg 2017, ISBN 978-3-89472-613-3, S. 74 ff.
- Rumänische Frauen. Erzählungen. In: Michaela Nowotnick, Florian Kührer-Wielach (Hrsg.): Wohnblockblues und Hirtenflöte. Wagenbach Verlag, Berlin 2018, ISBN 978-3-85869-738-7, S. 180 ff.
- Frau Roscas Unterweisungen. Erzählung. In: Schreiben. 19/20. Papeteriekatalog Landolt-Arbenz, Zürich 2019, S. 4ff.
- Im Schlamm der Gosse. In: Schweizerische Bibliophilen-Gesellschaft, Schneider-Lastin, Wolfram (Hrsg.): Bibliophilie – 33 Essays über die Faszination Buch. Wolfau Druck, Weinfelden 2021, ISBN 978-3-033-08479-7. S. 105 ff.
- Ana-Mia in den Tälern. Erzählung. In: Spiegelungen. Zeitschrift für Deutsche Kultur und Geschichte Südosteuropas, Heft 1/2021, 16. Jahrgang. Pustet, Regensburg 2021. ISBN 978-3-7917-3234-3, S. 109 ff.
- Immer die Liebe. Erzählung. Einzelveröffentlichung. In: Das Gramm #12. Hamburg, November 2022.
- Filuca und der Fluch. Erzählung. In: Neue Rundschau, Nr. 2023/2, Juli 2023. Thema: Okkultismus, Geschlecht. S.-Fischer-Verlag, Frankfurt/Main. ISBN 978-3-10-809133-0, S. 48 ff.
- Eine graue Maus berichtet von der Kunst. Essay. In: Sebastian Guggolz (Hrsg.): Kafka gelesen. S.-Fischer-Verlag, Frankfurt/Main 2024. ISBN 978-3-10-397579-6, S. 155 ff.

## Auszeichnungen
- 2024: Werkstipendium Deutscher Literaturfonds e. V., Darmstadt
- 2023: Rumänischer Kultur-Verdienst-Orden im Range eines Ritters
- 2023: Kreationsbeitrag Pro Helvetia
- 2022: Schweizer Literaturpreis für Die nicht sterben
- 2021: Longlist zum Deutschen Buchpreis mit Die nicht sterben
- 2021: Anerkennungsgabe des Kantons Zürich
- 2020: Shortlist zum Grand prix de l’héroïne der Zeitschrift Madame Figaro[3]
- 2020: Stipendium der UBS-Kulturstiftung
- 2020: Werkstipendium der Stadt Zürich
- 2020: Stipendium der Kulturstiftung Landis+Gyr
- 2018: Anerkennungsgabe des Kantons Zürich
- 2017: Werkstipendium der Schweizer Kulturstiftung Pro Helvetia
- 2015: Shortlist Schweizer Buchpreis[10]
- 2015: Shortlist Literaturpreis des Kulturkreises der deutschen Wirtschaft
- 2015: Ehrengabe der Stadt Zürich, für Das primäre Gefühl der Schuldlosigkeit
- 2015: 3sat-Preis im Rahmen des Ingeborg-Bachmann-Preises[2]
- 2011: Ehrengabe der Stadt Zürich
- 2011: Ehrengabe des Kantons Zürich
- 2011: Schweizer Literaturperle